# Diocesi di Nea Valenzia
La diocesi di Nea Valenzia (in latino: Dioecesis Nea-Valentina) è una sede soppressa e sede titolare della Chiesa cattolica.

## Storia
Nea Valenzia, nell'odierna Turchia, è un'antica sede episcopale della provincia romana dell'Osroene nella diocesi civile d'Oriente. Faceva parte del patriarcato di Antiochia ed era suffraganea dell'arcidiocesi di Edessa, come attestato in una Notitia episcopatuum del VI secolo.
Sono due i vescovi attribuiti a questa antica diocesi: Evagrio, che fu tra i padri del concilio di Efeso del 431; e Basilio, che sottoscrisse nel 458 la lettera dei vescovi dell'Osroene all'imperatore Leone dopo la morte di Proterio di Alessandria.
Dal 1933 Nea Valenzia è annoverata tra le sedi vescovili titolari della Chiesa cattolica; la sede finora non è mai stata assegnata.

## Cronotassi dei vescovi greci
- Evagrio † (menzionato nel 431)
- Basilio † (menzionato nel 458)